# Luis Artemio Flores Calzada
Luis Artemio Flores Calzada (ur. 28 kwietnia 1949 w San Antonio Tultitlán) – meksykański duchowny rzymskokatolicki, od 2012 biskup Tepic.

## Życiorys
Święcenia kapłańskie przyjął 17 października 1974 i został inkardynowany do diecezji Texcoco. Był m.in. wykładowcą w niższym seminarium w Texcoco, prowikariuszem i wikariuszem generalnym diecezji, a także wikariuszem biskupim dla Wikariatu "św. Jana Chrzciciela".
8 lipca 2003 papież Jan Paweł II mianował go biskupem nowo utworzonej diecezji Valle de Chalco. Sakry biskupiej udzielił mu 8 września 2003 bp Carlos Aguiar Retes.
30 marca 2012 otrzymał nominację na biskupa Tepic. Ingres odbył się 18 maja 2012.